# شاه‌بوف فیلیپینی
شاه‌بوف فیلیپینی (نام علمی: Ketupa philippensis) یک گونه آسیب‌پذیر از جغدها وابسته به تیرهٔ جغدان راستین (Strigidae) و بومی فیلیپین است، جایی که در جنگل‌های پست در جزایر کاتاندوانه، سامار، بوهول، میندانائو، لوزون، لیته و احتمالاً سیبویان یافت می‌شود. در حالی که این جغد بزرگ‌ترین جغد در فیلیپین است، در مقایسه با دیگر اعضای سرده خود نسبتاً کوچک است. این یک گونه آسیب‌پذیر است که جمعیت آن در حال کاهش است. تهدیدهای اصلی آن نابودی زیستگاه، شکار و شکار غیرقانونی برای تجارت حیوانات خانگی است.
اطلاعات کمی دربارهٔ رفتار این گونه پنهانکار وجود دارد، اما پاهای نیرومند نشان می‌دهد که از پستانداران و پرندگان کوچک تغذیه می‌کند.
این جغد در هر دسته‌تخم یک تخم می‌گذارد و دوره جوجه‌کشی آن ۳۵ روز است.

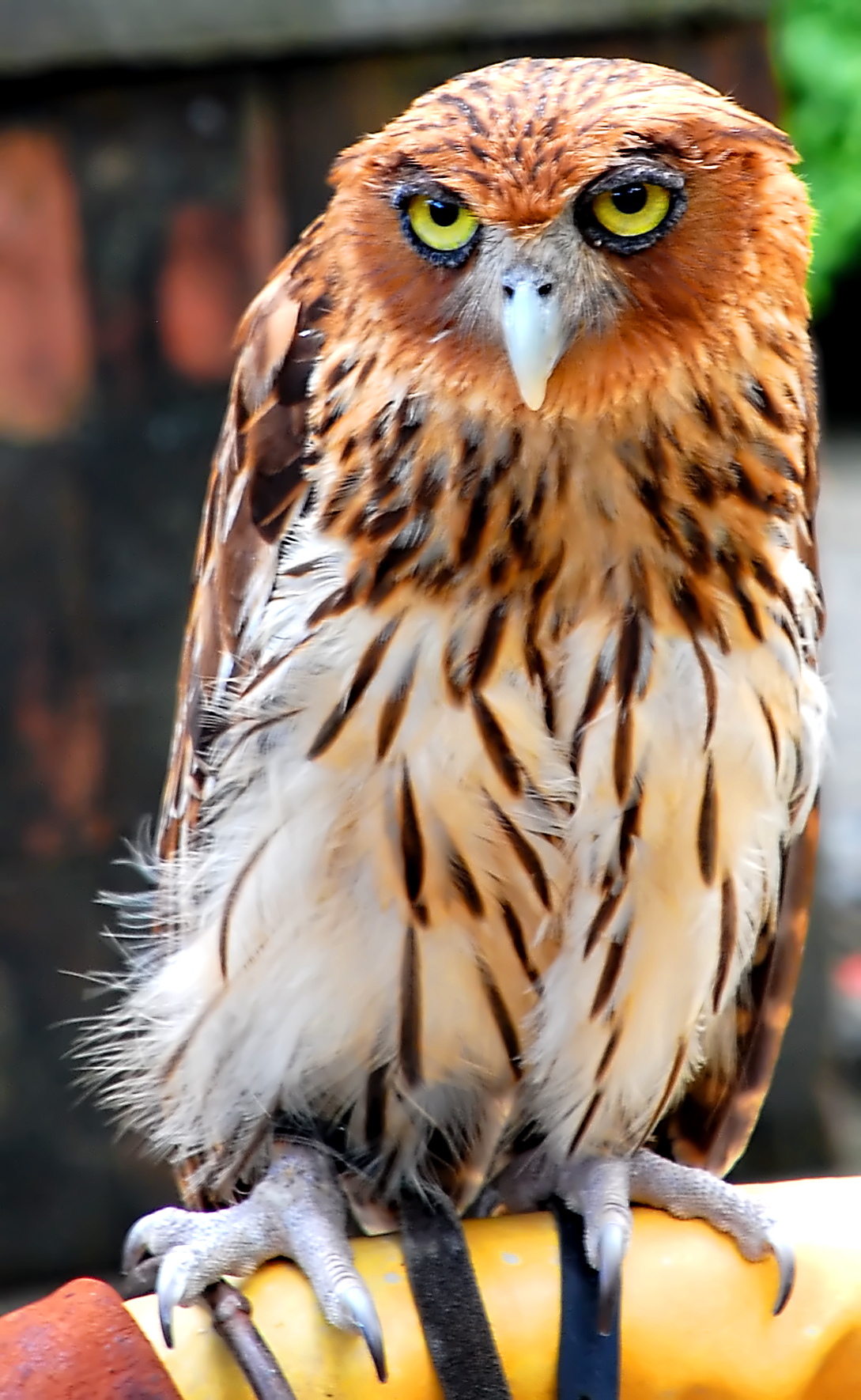
پرنده اسیر در باغ وحش آویلون، رودریگز، ریزال، فیلیپین